# Philodromus afroglaucinus
Philodromus afroglaucinus es una especie de araña cangrejo del género Philodromus, familia Philodromidae. Fue descrita científicamente por Muster & Bosmans en 2007.